# یونکرس یو ۲۸۷
یونکرس ۲۸۷ (به انگلیسی: Junkers Ju 287) یک هواگرد ساختِ کارخانهٔ یونکرس در کشور آلمان است. این هواگرد برای نخستین بار در ۸ اوت ۱۹۴۴ میلادی مورد استفاده قرار گرفت.